# Léon Georget
Léon Georget (Preuilly-sur-Claise, 2 de octubre de 1879 - París, 5 de noviembre de 1949) fue un ciclista francés que corrió durante el primer cuarto del siglo XX, con el paréntesis obligado de la Primera Guerra Mundial. Era un gran especialista en grandes distancias, cosa que demostró en la prueba Bol de Oro, una carrera que consistía en recorrer el máximo de kilómetros posibles en 24 horas dando vueltas a una pista. Él ganó la carrera 9 veces entre 1903 y 1919, superando de manera habitual los 900 km.
Era hermano de Émile Georget y padre del medallista olímpico Pierre Georget, ambos ciclistas.

## Palmarés
- 1903
  - 1.º en el Bol de Oro
- 1906
  - 1.º en las 24 horas de Bruselas, con Émile Georget
  - 1.º en los Seis días de Toulousse, con Émile Georget
- 1907
  - 1.º en el Bol de Oro
- 1908
  - 1.º en el Bol de Oro
- 1909
  - 1.º en el Bol de Oro
- 1910
  - 1.º en el Bol de Oro
- 1911
  - 1.º en el Bol de Oro
- 1912
  - 1.º en el Bol de Oro
- 1913
  - 1.º en el Bol de Oro
- 1919
  - 1.º en el Bol de Oro

### Resultados al Tour de Francia
- 1903. Abandona (5.º etapa)
- 1906. 8.º de la clasificación general
- 1907. Abandona (10.ª etapa)
- 1908. Abandona (4.ª etapa)